# Isolotto dei Sorci (Pago)
L'isolotto dei Sorci o scoglio Misgnach (in croato Mišjak) è un isolotto della Dalmazia settentrionale nella regione zaratina, in Croazia. Si trova nel mare Adriatico a sud di Pago.
Amministrativamente appartiene al comune di Verchè nella regione zaratina.

## Geografia
L'isolotto si trova all'imbocco di valle Pogliana Vecchia (uvala Stara Povljana), la grande insenatura a sud di Pago, 1,1 km a nord-est di punta Puogo (rt Prutna) l'estremità della penisola Prutina (Prutna) che delimita a sud-ovest valle Pogliana Vecchia ed è il punto più meridionale di Pago. È situato inoltre 160 m circa a nord-ovest di Leporine. L'isolotto, lungo circa 510 m, ha una superficie di 0,081 km², la sua costa è lunga 1,24 km, l'altezza è di 5,4 m s.l.m..

### Isole adiacenti
- San Paolo (Veli Sikavac), a est.
- Scanio (Mali Sikavac) , a est.
- Una roccia senza nome si trova una decina di metri a nordovest dell'isolotto dei Sorci, alta 0-1 m s.l.m.[10] Vi si trova un faro a base quadra, alto 6 m e con il piano focale a 8 m; produce una luce verde lampeggiante ogni 3 secondi dalla portata di 3 miglia marine[11]. (44°18′11.5″N 14°11′07.3″E)

### Cartografia
- (HR) Mappa topografica della Croazia 1:25000, su preglednik.arkod.hr. URL consultato il 12 giugno 2017.
- Carta di cabottaggio del mare Adriatico, foglio VII, Milano, Istituto geografico militare, 1822-1824. URL consultato il 12 giugno 2017 (archiviato dall'url originale il 13 aprile 2013).